# Adrian
Adrian je moško osebno ime.

## Izvor imena
Osebno ime Adrian je različica moškega osebnega imena Adrijan.

## Pogostost imena
Po podatkih Statističnega urada Republike Slovenije je bilo na dan 31. decembra 2007]v Sloveniji število moških oseb z imenom Adrian: 147.

## Osebni praznik
Osebe z imenom Adrian godujejo takrat kot osebe z imenom Adrijan.